# ميتاليست خاركيف
نادي ميتاليست خاركيف لكرة القدم (بالأوكرانية: Футбо́льний Клуб Металі́ст Ха́рків) نادي كرة قدم أوكراني يلعب في دوري الدرجة الممتازة. تم تأسيس النادي في سنة 1925.